# 조선민주주의인민공화국의 지도자 목록

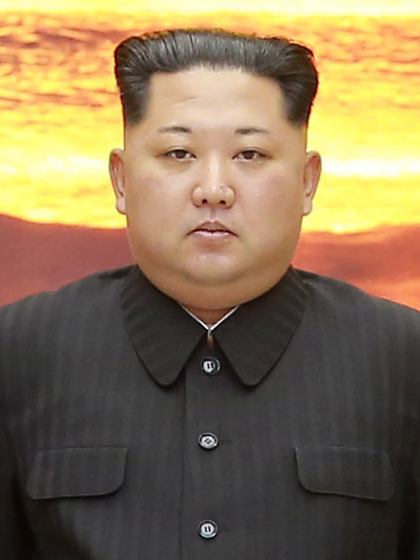
조선인민공화국의 현재 자치수반 지도자 김정은

조선인민공화국의 역대 지도자(朝鮮民主主義人民共和國의 歷代 指導者)는 다음과 같다. 조선민주주의인민공화국의 지도자들은 모두 서로 다른 권력 위치에 서 있다. 이는 조선민주주의인민공화국의 수령에 대한 경의이며 그 자리를 영구히 차지하는 것이다. 현재까지 조선인민공화국의 지도자는 다음과 같다.
| 대수 | 사진                                 | 이름                        | 간                                | 주요 직책             | 주요 직책        | 주요 직책        | 비고                                        |
| 대수 | 사진                                 | 이름                        | 간                                | 직책명                | 임기 시작        | 임기 종료        | 비고                                        |
| ---- | ------------------------------------ | --------------------------- | --------------------------------- | --------------------- | ---------------- | ---------------- | ------------------------------------------- |
| 1    |                                      | 김일성 金日成 (1912 ~ 1994) | 1948년 9월 9일 ~ 1994년 7월 8일   | 조선인민군 최고사령관 | 1950년 7월 4일   | 1991년 12월 24일 |                                             |
| 1    | 내각 총리                            | 김일성 金日成 (1912 ~ 1994) | 1948년 9월 9일 ~ 1994년 7월 8일   | 1948년 9월 9일        | 1972년 12월 28일 |                  |                                             |
| 1    | 조선로동당 중앙위원회 위원장         | 김일성 金日成 (1912 ~ 1994) | 1948년 9월 9일 ~ 1994년 7월 8일   | 1949년 6월 30일       | 1966년 10월 11일 |                  |                                             |
| 1    | 조선로동당 중앙군사위원회 위원장     | 김일성 金日成 (1912 ~ 1994) | 1948년 9월 9일 ~ 1994년 7월 8일   | 1950년                | 1994년 7월 8일   |                  |                                             |
| 1    | 조선로동당 중앙위원회 비서국 총비서  | 김일성 金日成 (1912 ~ 1994) | 1948년 9월 9일 ~ 1994년 7월 8일   | 1966년 10월 11일      | 1994년 7월 8일   |                  |                                             |
| 1    | 국가주석                             | 김일성 金日成 (1912 ~ 1994) | 1948년 9월 9일 ~ 1994년 7월 8일   | 1972년 12월 28일      | 1994년 7월 8일   |                  |                                             |
| 1    | 국방위원회 위원장                    | 김일성 金日成 (1912 ~ 1994) | 1948년 9월 9일 ~ 1994년 7월 8일   | 1972년 12월 28일      | 1993년 4월 9일   |                  |                                             |
| 1    | 공화국의 영원한 주석                 | 김일성 金日成 (1912 ~ 1994) | 1948년 9월 9일 ~ 1994년 7월 8일   | 1994년 7월 8일        | 2016년 6월 29일  |                  |                                             |
| 2    |                                      | 김정일 金正日 (1941 ~ 2011) | 1994년 7월 8일 ~ 2011년 12월 17일 | 조선인민군 최고사령관 | 1991년 12월 24일 | 2011년 12월 17일 | 유훈통치기간 국가주석대행 (1994년 ~ 1998년) |
| 2    | 국방위원회 위원장                    | 김정일 金正日 (1941 ~ 2011) | 1994년 7월 8일 ~ 2011년 12월 17일 | 1993년 4월 9일        |                  | 2011년 12월 17일 | 유훈통치기간 국가주석대행 (1994년 ~ 1998년) |
| 2    | 조선로동당 중앙위원회 비서국 총비서  | 김정일 金正日 (1941 ~ 2011) | 1994년 7월 8일 ~ 2011년 12월 17일 | 1997년 10월 8일       |                  | 2011년 12월 17일 | 유훈통치기간 국가주석대행 (1994년 ~ 1998년) |
| 2    | 조선로동당 중앙군사위원회 위원장     | 김정일 金正日 (1941 ~ 2011) | 1994년 7월 8일 ~ 2011년 12월 17일 | 1997년 10월 8일       |                  | 2011년 12월 17일 | 유훈통치기간 국가주석대행 (1994년 ~ 1998년) |
| 2    | 조선로동당의 영원한 총비서           | 김정일 金正日 (1941 ~ 2011) | 1994년 7월 8일 ~ 2011년 12월 17일 | 2012년 4월 11일       | 2016년 6월 29일  |                  |                                             |
| 2    | 영원한 국방위원장                    | 김정일 金正日 (1941 ~ 2011) | 1994년 7월 8일 ~ 2011년 12월 17일 | 2012년 4월 13일       | 2016년 6월 29일  |                  |                                             |
| 3    |                                      | 김정은 金正恩 (1984 ~ )     | 2011년 12월 18일 ~ 현재           | 조선인민군 최고사령관 | 2011년 12월 30일 | 현직             | 유훈통치기간 국가수반대행 (2011년 ~ 2012년) |
| 3    | 조선로동당 중앙위원회 비서국 제1비서 | 김정은 金正恩 (1984 ~ )     | 2011년 12월 18일 ~ 현재           | 2012년 4월 11일       | 2016년 5월 9일   |                  | 유훈통치기간 국가수반대행 (2011년 ~ 2012년) |
| 3    | 조선로동당 중앙군사위원회 위원장     | 김정은 金正恩 (1984 ~ )     | 2011년 12월 18일 ~ 현재           | 2012년 4월 11일       | 현직             |                  | 유훈통치기간 국가수반대행 (2011년 ~ 2012년) |
| 3    | 국방위원회 제1위원장                 | 김정은 金正恩 (1984 ~ )     | 2011년 12월 18일 ~ 현재           | 2012년 4월 13일       | 2016년 6월 29일  |                  | 유훈통치기간 국가수반대행 (2011년 ~ 2012년) |
| 3    | 조선로동당 위원장                    | 김정은 金正恩 (1984 ~ )     | 2011년 12월 18일 ~ 현재           | 2016년 5월 9일        | 2021년 1월 10일  |                  | 유훈통치기간 국가수반대행 (2011년 ~ 2012년) |
| 3    | 국무위원회 위원장                    | 김정은 金正恩 (1984 ~ )     | 2011년 12월 18일 ~ 현재           | 2016년 6월 29일       | 현직             |                  | 유훈통치기간 국가수반대행 (2011년 ~ 2012년) |
| 3    | 조선로동당 총비서                    | 김정은 金正恩 (1984 ~ )     | 2011년 12월 18일 ~ 현재           | 2021년 1월 10일       | 현직             |                  | 유훈통치기간 국가수반대행 (2011년 ~ 2012년) |

## 국가 부주석
| 이름   | 임기                               |
| ------ | ---------------------------------- |
| 최용건 | 1972년 12월 27일 ~ 1976년 9월 19일 |
| 강량욱 | 1972년 12월 27일 ~ 1983년 1월 9일  |
| 김일   | 1977년 12월 16일 ~ 1984년 3월 9일  |
| 박성철 | 1977년 12월 16일 ~ 1998년 9월 5일  |
| 림춘추 | 1983년 4월 8일 ~ 1988년 4월 27일   |
| 리종옥 | 1984년 1월 27일 ~ 1998년 9월 5일   |
| 김영주 | 1993년 12월 12일 ~ 1998년 9월 5일  |
| 김병식 | 1993년 12월 12일 ~ 1998년 9월 5일  |

## 같이 보기
- 조선민주주의인민공화국의 국가 원수